# V-twin
Een V-twin is een tweecilindermotor waarbij de cilinders in V-vorm ten opzichte van elkaar staan en waarbij beide drijfstangen een gezamenlijke kruktap hebben, bijvoorbeeld Ducati en Moto Guzzi.
Harley-Davidson heeft hier een bijzondere uitvoering van doordat de ene drijfstang als een vork over de andere valt, waardoor de beide cilinders recht achter elkaar staan.
Voor een regelmatige motorloop worden vaak twee verzette kruktappen gebruikt, waardoor wel een V-motor overblijft, maar geen V-twin, hoewel met het begrip ruim wordt omgegaan. De V-opstelling was aanvankelijk de meest gebruikte voor tweecilinders. Er waren weliswaar in het begin van de twintigste eeuw al paralleltwins, maar die braken toch pas na 1945 echt door.
De meest gebruikelijke opstelling is dwars, met een cilinder naar voor en een naar achter en de krukas dwars in het carter. Een uitzondering hierop zijn de Moto Guzzi en de Honda CX500 en CX650 die een langsgeplaatste motor hebben.
Ducati heeft het V-blok ver naar voor gekanteld waardoor het ook wel een L-twin genoemd wordt.
De hoek tussen de cilinders (de zogenaamde "blokhoek") is bij verschillende merken heel verschillend:
- 45 graden - Harley-Davidson
- 60 graden - Aprilia e.v.a.
- 72 graden - Voxan 1000cc
- 72 graden - Moto Morini
- 72 graden - Honda VT
- 75 graden - Yamaha BT1100 Bulldog
- 80 graden - Honda CX
- 90 graden - Ducati Moto Guzzi e.v.a.
- 120 graden - Moto Guzzi Bicilindrica 500 racer uit de jaren vijftig